# Magda Schwelle

Magda Schwelle, ca.1928

Magda Schwelle, verheiratete Schwelle-Weihs (* 4. November 1896 in Wien; † 8. August 1975 in Villach) war eine österreichische Opern- und Konzertsängerin (Sopran / Koloratursopran).

## Leben
Magdalena Schwelle war die Tochter des Disponenten Rudolf Schwelle und der Wäscheherstellerin Maria Theresia geb. Barszczynski.
Sie wurde von der Wiener Gesangsmeisterin Alice Krejci-Goldberg (1877–1963) zur Sopranistin und Koloratursängerin ausgebildet und debütierte 1919 am Wiener Bürgertheater als Hortense in Heubergers Der Opernball in einer von Alice Krejci-Goldberg veranstalteten Vorstellung ihrer Schüler.
1920 heiratete Magda Schwelle den Wiener Straßenbahnbeamten Heinrich Hermann von Kalben (1895–1972), von dem sie sich aber bereits 1921 wieder trennte. Die Ehe wurde 1936 rechtsgültig geschieden.
Ihr erstes Engagement führte sie 1922 an das Stadttheater Plauen, wo sie als Violetta in Verdis „La Traviata“ debütierte. Der Chemnitzer  Generalintendant Anton Richard Tauber holte 1923 die junge Sängerin an das Chemnitzer Opernhaus. Im März 1924 stand sie in „Carmen“ mit Richard Tauber, dem damals bereits weltbekannten Sohn des Chemnitzer Operndirektors auf der Bühne. Bedeutende Rollen in Chemnitz waren Lady Harriet Durham in Flotows „Martha“, Blondchen in Mozarts „Entführung aus dem Serail“, Anna in Nicolais „Die lustigen Weiber von Windsor“, Olympia in „Hoffmanns Erzählungen“, Page Oskar in Verdis „Maskenball“, Sophie im „Rosenkavalier“ und die Priesterin in Verdis „Aida“.
Nach einem Gastauftritt im Jänner 1925 wurde Magda Schwelle als erster Koloratursopran an das Opernhaus Halle verpflichtet. Das Neue Wiener Tagblatt berichtete am 5. März 1925: „Sämtliche dortigen Blätter sind voll des Lobes über ihre Stimme: ein Koloratursopran von heller Klangfarbe und warmer Ausdruckskraft“. Neben bereits erprobten Rollen sang sie in Halle die Leonore in Verdis „Der Troubadour“, Bertha in Adolphe Adams „Die Nürnberger Puppe“, Ighino in Hans Pfitzners „Palestrina“, Maria in Donizettis „Regimentstochter“, Baronin Freimann in Lortzings „Wildschütz“, Galatea in G. F. Händels „Acis and Galatea“, Frau Fluth in Nicolais „Die lustigen Weiber von Windsor“, die Königin der Nacht  in Mozarts „Zauberflöte“, Titelrolle in Flotows „Martha“, Ännchen in Verdis „Falstaff“.
Mitten in ihrer Karriere führte eine vom Generalmusikdirektor Erich Band erzwungene Fehlbesetzung in Kurt Stiebitz’ Musikdrama „Dona nobis pacem“ zu einer Stimmbandverletzung, an deren Folgen sie monatelang laborierte. Nach zwei Spielzeiten in Halle, wo sie auch in zahlreichen Konzerten Erfolg hatte, sang Magda Schwelle 1928 große Rollen an der Wiener Volksoper. Gastspiele führten sie in den Jahren 1929 und 1930 in die Schweiz nach Davos, Winterthur, Chur, Aarau, Schaffhausen und nach Genf, wo sie am Grand Théâtre de Genève in Mozartopern von Publikum und Kritik gefeiert wurde. Neben Auftritten in Heidelberg, Brünn, Innsbruck, Klagenfurt und Baden bei Wien sang sie wiederholt im Wiener Konzerthaus, aber auch an explizit sozialistischen Häusern wie der Volksbühne Favoriten und vor 1500 Gästen im ausverkauften Arbeiterheim Ottakring.
Ab 1932 widmete sie sich zunehmend dem damals neuen Medium Rundfunk. Durch die Reichweite ihrer Radio-Konzertauftritte wurde sie landesweit populär. 
Ihr letzter öffentlicher Auftritt erfolgte am 11. Januar 1938 in der Rundfunk-Oper „Die Fürsten Howansky“ von Modest Mussorgski in der Rolle der Emma. Welche Umstände zum frühen Ende ihrer künstlerischen Laufbahn führten, ist nicht bekannt.
Mit ihrem zweiten Ehemann, Franz Weihs (1885–1955) zog sich Magda Schwelle nach Kärnten zurück. Bis zu ihrem Tod im Jahr 1975 lebte sie in ihrer Villa „Josefine“  in Drobollach am Faaker See.
Magda Schwelles Grabstätte befindet sich auf dem Zentralfriedhof von Villach.